# Warlincourt-lès-Pas
Warlincourt-lès-Pas je francouzská obec v departementu Pas-de-Calais v regionu Hauts-de-France. V roce 2014 zde žilo 196 obyvatel.

## Poloha obce
Obec leží u hranic departementu Pas-de-Calais s departementem Somme.
Sousední obce jsou: Gaudiempré, Grincourt-lès-Pas, Lucheux (Somme), Pas-en-Artois a Saulty.

## Vývoj počtu obyvatel
Počet obyvatel